# Pont Cheikh Jaber al-Ahmad al-Sabah
Le pont Cheikh Jaber al-Ahmad al-Sabah est un pont du Koweït qui traverse la baie de Koweït en reliant la ville de Koweït au nord du pays. Construit de 2013 à 2019, il est nommé en l'honneur du cheikh Jaber al-Ahmad al-Sabah, artisan de la modernisation du pays. Il améliore les communications terrestres entre le nord et le sud du pays en évitant un long détour de la baie de Koweït par l'ouest.
Il se compose de deux ponts reliés par un échangeur autoroutier édifié à cheval sur un terre-plein du port d'Ash Shuaybah et la mer ; le plus petit des deux ponts permet de gagner la ville de Doha à l'ouest tandis que le plus long rejoint le nord du pays. Deux îles artificielles au milieu de la baie complètent le plus long des deux ponts.